# 겐나
겐나(元和, げんな)는 일본의 연호(元号) 중 하나이다.
- 전후 : 게이초(慶長) 이후 - 간에이(寛永) 이전.
- 시기 : 1615년 ~ 1624년
- 천황 : 고미즈노오 천황
- 쇼군 : 에도 막부의 도쿠가와 히데타다, 이에미쓰

## 개원(改元)
- 게이초 20년 7월 13일(1615년 9월 5일), 고미즈노오 천황의 즉위에 맞춰, 또한 전란(오사카 전투) 등 재난을 이유로 개원.
- 겐나 10년 2월 30일(1624년 4월 17일), 간에이로 개원된다.

## 출전
도쿠가와 이에야스의 명에 의해, 당나라 헌종의 연호를 사용했다.
개원은 원래 조정의 권한에 의한 것이다. 하지만 이에야스가 정한 긴추나라비니쿠게쇼핫토(禁中並公家諸法度, 천황과 귀족에 대한 관계를 확립하기 위해 정한 법령)의 제8조에 있는, "개원은 중국 왕조의 연호 중에서, 길한 예를 들어 정할 것"이란 문구에 따라, 에도 막부가 그 권한에 개입하게 된다.
그 법도의 시행은 “겐나” 개원 4일 후였지만, 그 취지와 내용에 대해선 이미 조정 측에 통고되었기 때문에 당연히 제8조 규정 또한 조정 측에 전달되어 있었다.
하지만 이때 오쓰키 다카스케 등이 간진(勘申, 조정에서 의식 등 여러 일에 대해 선례・전고・길흉・일시 등을 조사해 진언하는 일)을 맡은 여러 안 중에, 새로운 법도의 규정에 적합한 후보는 전부 다 이전부터 몇 번이나 후보로 거론되었다가 탈락했던 것들이었다. (이른바 ‘들러리’인 셈이다)
결국 사용할 수 있는 것은 “덴포” 이외에는 이 “겐나”밖에 없었다. 그 때문에 실제로 이 연호를 정한 것은 막부 측이라는 소문이 생겨났다. 이것이 일부 구게의 반발을 불렀으며, 이 연호가 전후 연호와 비교해 기간이 짧은 이유 중 하나가 되었다.

## 겐나 시기에 일어난 일
- 원년
  - 7월 : 부케쇼핫토(武家諸法度), 긴추나리비니쿠게쇼핫토(禁中並公家諸法度)가 제정되다.
- 2년
  - 마쓰다이라 다다테루가 가이에키(改易, 영지 몰수)를 당하다.
  - 영국의 선박과 네덜란드의 선박 무역항을 히라도섬와 나가사키로 정하다.
- 5년
  - 후쿠시마 마사노리가 가이에키를 당하다.
  - 오사카조다이(大坂城代)가 설치되다.
  - 기슈 도쿠가와 가가 성립되다.
- 6년
  - 에도 성의 혼마루, 기타노마루의 개축공사가 행해지다.
- 8년
  - 혼다 마사즈미가 가이에키를 당하다.
- 9년
  - 7월 : 도쿠가와 이에미쓰가 3대 쇼군에 취임하다.
  - 오오쿠 법도가 제정되다.
  - 마쓰다이라 다다나오가 가이에키를 당하다.
- 10년
  - 3월 24일 : 기독교 금지 문제로 스페인 선박 내항이 금지된다.

## 서력과의 대조표
| 겐나 | 원년   | 2년    | 3년    | 4년    | 5년    | 6년    | 7년    | 8년    | 9년    | 10년   |
| ---- | ------ | ------ | ------ | ------ | ------ | ------ | ------ | ------ | ------ | ------ |
| 서력 | 1615년 | 1616년 | 1617년 | 1618년 | 1619년 | 1620년 | 1621년 | 1622년 | 1623년 | 1624년 |
| 간지 | 을묘   | 병진   | 정사   | 무오   | 기미   | 경신   | 신유   | 임술   | 계해   | 갑자   |

## 같이 보기
- 일본의 연호 일람
- 겐나엔부
- 원화(元和) : 후한의 연호(84년 ~ 87년).
- 원화(元和) : 당나라의 연호(806년 ~ 820년).
- 응우옌호아(元和) : 베트남 레 왕조의 연호(1533년 ~ 1548년).

| 이전 게이초 | 일본의 연호 1615년 ~ 1624년 | 다음 간에이 |